# قره دین
قره دین، روستایی از توابع بخش مرکزی شهرستان ازنا در استان لرستان ایران است.

## جمعیت
این روستا در دهستان پاچه لک غربی قرار دارد و براساس سرشماری مرکز آمار ایران در سال ۱۳۸۵، جمعیت آن ۶۳ نفر (۱۴خانوار) بوده‌است؛ ولی بعد از این تاریخ با بازگشت گروهی از اهالی جمعیت آن رو به افزایش گذاشت.